# 安倍比高
安倍 比高（あべ の なみたか/これたか/ちかたか）は、平安時代前期の貴族。官位は従五位下・陸奥鎮守府将軍。

## 経歴
左近衛将監を経て、貞観4年（862年）従五位下・武蔵介に叙任される。その後、貞観6年（864年）出羽権介、貞観7年（865年）陸奥守と清和朝において東国の地方官を歴任する。
貞観14年（872年）太政大臣・藤原良房が死去した際に、比高は散位であったが、左馬寮の監護を務めている。のち、陸奥鎮守将軍に任ぜられる。元慶2年（878年）3月に元慶の乱が勃発すると、同年6月に俘囚討伐を目的として小野春風が後任の将軍に任ぜられるが、引き継ぎとしてしばらくの間は比高が鎮守府の政務を行うよう命ぜられている。

## 官歴
『日本三代実録』による。
- 時期不詳：正六位上。左近衛将監
- 貞観4年（862年） 正月7日：従五位下。4月7日：武蔵介
- 貞観6年（864年） 正月16日：出羽権介
- 貞観7年（865年） 正月27日：陸奥守
- 元慶2年（878年） 6月9日：前陸奥鎮守将軍